# 제42회 베를린 국제 영화제
제42회 베를린 국제 영화제는 1992년 2월 13일에 열린 시상식이다.

## 수상 및 후보

### 황금곰상
- 그랜드 캐년 - 로렌스 캐스단 수상

### 은곰상:감독상
- 일 카피타노 - 얀 트로엘 수상

### 은곰상:여자연기자상
- 완령옥 - 장만옥 수상

### 은곰상:남자연기자상
- 우츠 - 아민 뮬러-스탈 수상

### 은곰상:예술공헌상
- 벨테네브로스 - 필러 미로 수상

### 은곰상:알프레드 바우어상
- 인피니타 - 마를렌 후치예프 수상

### 은곰상:공헌상
- 프론티어 - 리카도 라라인 수상

### 베를린카메라상
- 할 로치 수상